# Ortalis leucogastra
Ortalis leucogastra là một loài chim trong họ Cracidae.